# Túnel do Monte Branco
O Túnel do Monte Branco é um túnel rodoviário, que liga Chamonix, na Alta Saboia (França) a Courmayeur, no Vale de Aosta (Itália).
O Túnel do Monte Blanco, que passa exactamente por debaixo da Aiguille du Midi - a Agulha do Sul  - foi construído em 1965, e só tem um túnel, pelo que é bidireccional. Com um comprimento de 11,6 km, permitiu reduzir a distância, de França em direcção de Turim, de 50 km, e para Milão, de 100 km.

## História
Em 1949 foi assinada a convenção franco-italiana para a perfuração do túnel que começou  em 1957 e foi inaugurado por Charles De Gaulle, pela França, e por Giuseppe Saragat, pela Itália,  a 19 de julho de 1965. As duas equipas de perfuração encontram-se a 4 de agosto de 1962, e a 19 de julho de 1965 é aberta a circulação aos  veículos ligeiros e a 20 de outubro desse mesmo ano aos pesados. 

## Características

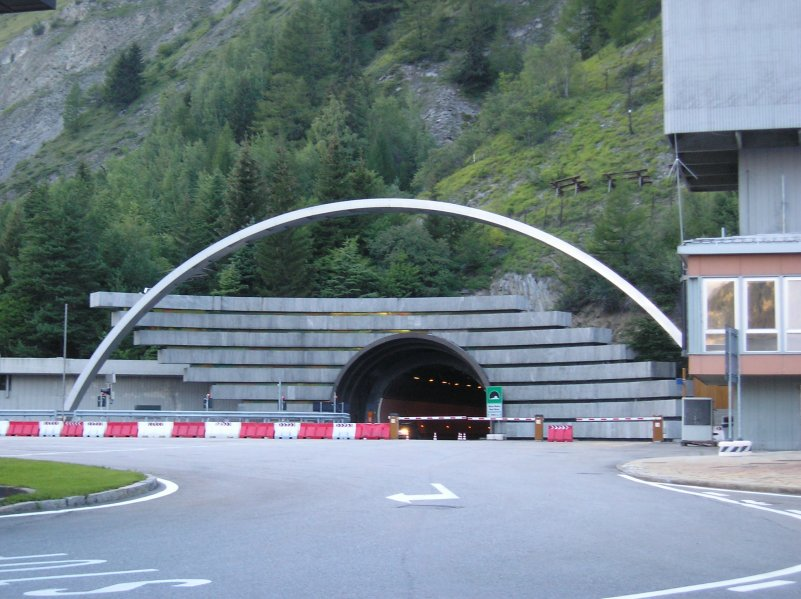
Entrada lado italiano

- Entrada lado francêsComprimentoː 11,6 km

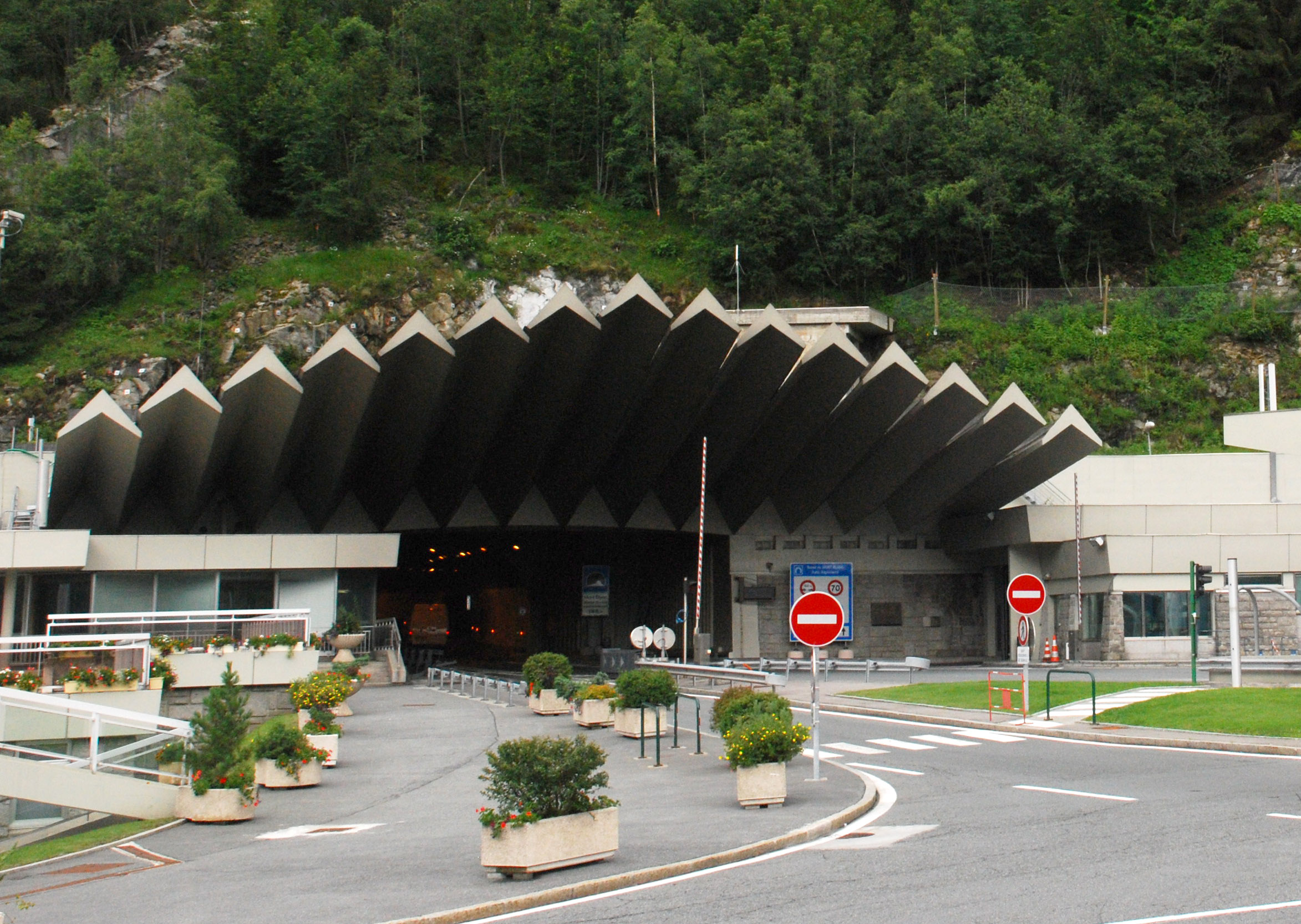
Entrada lado francês

- Túneisː um a de 2 vias (bidireccional)
  - Viasː 2x 3,5 m + 2x 0,5 m de banda lateral
  - Alturaː 4,35 m
- Tráfego oː 5,5 milhões em 2006
- Portagemː 38,90 €
- Altitude
  - Françaː 1 274 m
  - Itáliaː 1 381 m

## Acidente
No dia 24 de março de 1999 um caminhão incendiou-se dentro do túnel e de um lado e do outro forma-se uma coluna de camiões e de automóveis. Os socorros italianos chegam primeiro mas têm de bater em retirada porque o fogo que progride a 4 m/s são asfixiantes - monóxido de carbono - e causaram a morte dos viajantes que se tinhas refugiado nos abrigos de segurança. No total morreram 39 pessoas dentre os quais um bombeiro francês e um socorrista italiano que antes, e na sua motocicleta, havia conseguido salvar 8 pessoas. Mesmo com máscaras, 18 bombeiros tiveram de ser evacuados ao hospital.
O incêndio que durou 53 horas, e destruiu 24 caminhões, 9 veículos leves, e dois carros dos bombeiros, só permitiu a entrada no túnel três dias depois de ter começado. As temperaturas atingiram os 1 000 C°. O túnel ficou fechado durante três anos e os trabalhos custaram entre 200 e 250 milhões de euros.

## Imagens

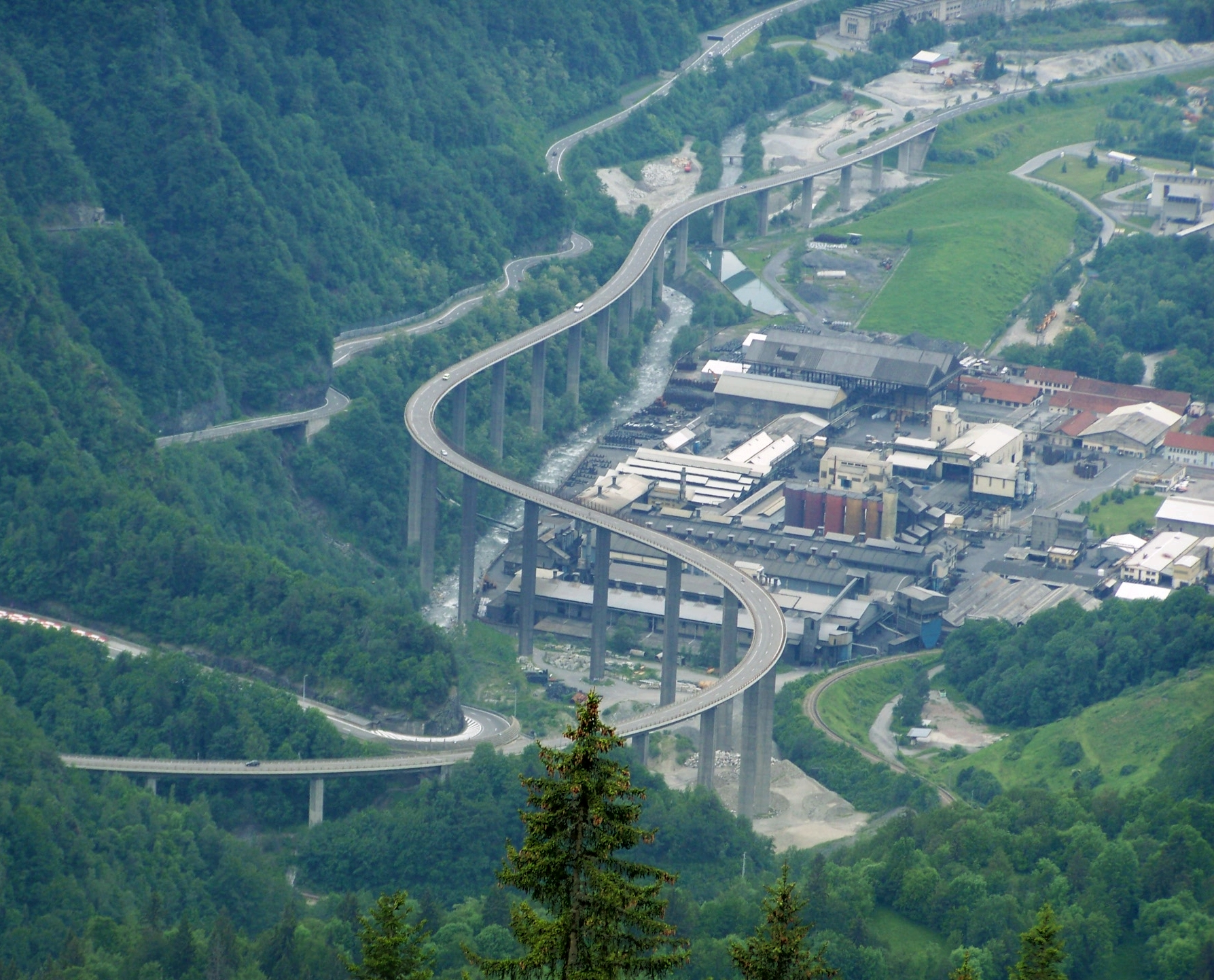
A RN205 de acesso ao túnel lado francês
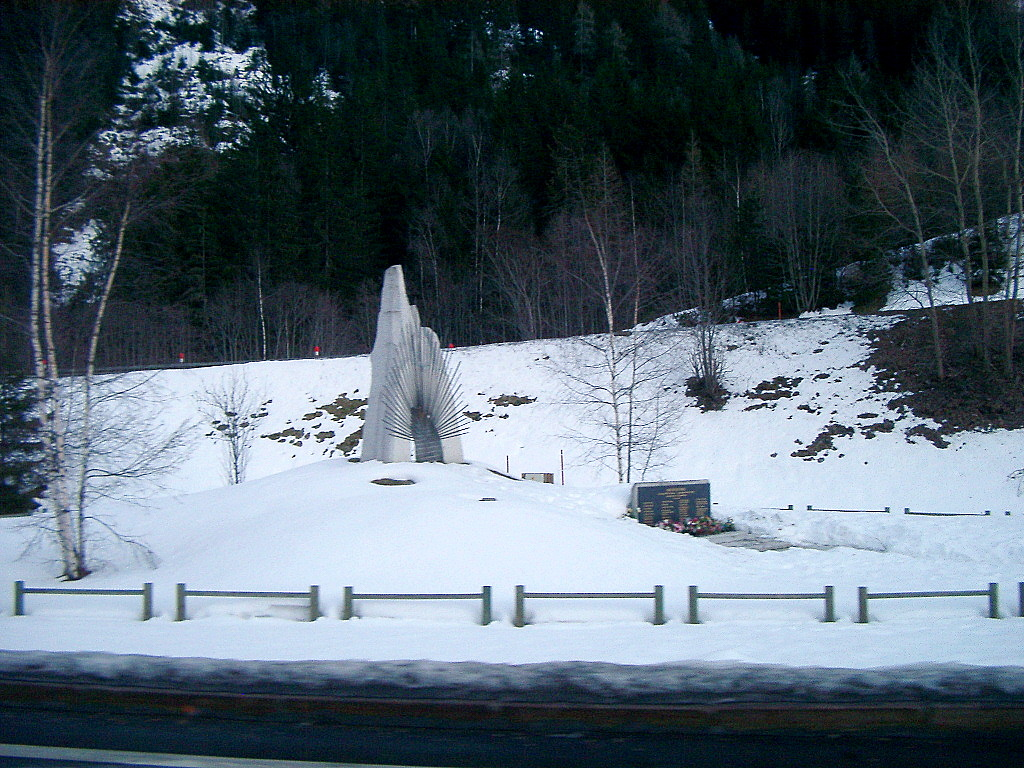
Monumento em memória às mortes de 1999